# ديفيد ويليامز
ديفيد ويليامز (بالإنجليزية: David Walliams)‏ (مواليد 29 يوليو 1971 في لندن)، هو مقدم تلفزيوني وممثل كوميدي ومؤلف إنجليزي. اشتهر بتقديمه برامج مع الكوميدي مات لوكاس على قناة بي بي سي وان.

## الأعمال
- ماري أنطوانيت
- ستاردست
- سجلات نارنيا: الأمير قزوين
- عشاء للأغبياء
- مرمادوك
- دكتور هو
- آمال عظيمة
- المواهب البريطانية

## وصلات خارجية
- ديفيد ويليامز على موقع IMDb (الإنجليزية)
- ديفيد ويليامز على موقع الموسوعة البريطانية (الإنجليزية)
- ديفيد ويليامز على موقع روتن توميتوز (الإنجليزية)
- ديفيد ويليامز على موقع ألو سيني (الفرنسية)
- ديفيد ويليامز على موقع ميوزك برينز (الإنجليزية)
- ديفيد ويليامز على موقع أول موفي (الإنجليزية)
- ديفيد ويليامز على موقع قاعدة بيانات الأفلام السويدية (السويدية)
- ديفيد ويليامز على موقع إن إن دي بي (الإنجليزية)
- ديفيد ويليامز على موقع ديسكوغز (الإنجليزية)
- ديفيد ويليامز على موقع قاعدة بيانات الفيلم (الإنجليزية)